# مورينو بيريتا
مورينو بيريتا (بالإيطالية: Moreno Beretta)‏ هو لاعب كرة قدم إيطالي في مركز الهجوم، ولد في 28 مايو 1993 في سانتا مارجريتا ليجوري في إيطاليا. شارك مع منتخب إيطاليا تحت 18 سنة لكرة القدم ومنتخب إيطاليا تحت 19 سنة لكرة القدم. أما مع النوادي، فقد لعب مع نادي بيزا ونادي سامبدوريا ونادي فيرتوس إينتيلا.